# Warak ngendog
 (août 2019).
Si vous disposez d'ouvrages ou d'articles de référence ou si vous connaissez des sites web de qualité traitant du thème abordé ici, merci de compléter l'article en donnant les références utiles à sa vérifiabilité et en les liant à la section « Notes et références ».

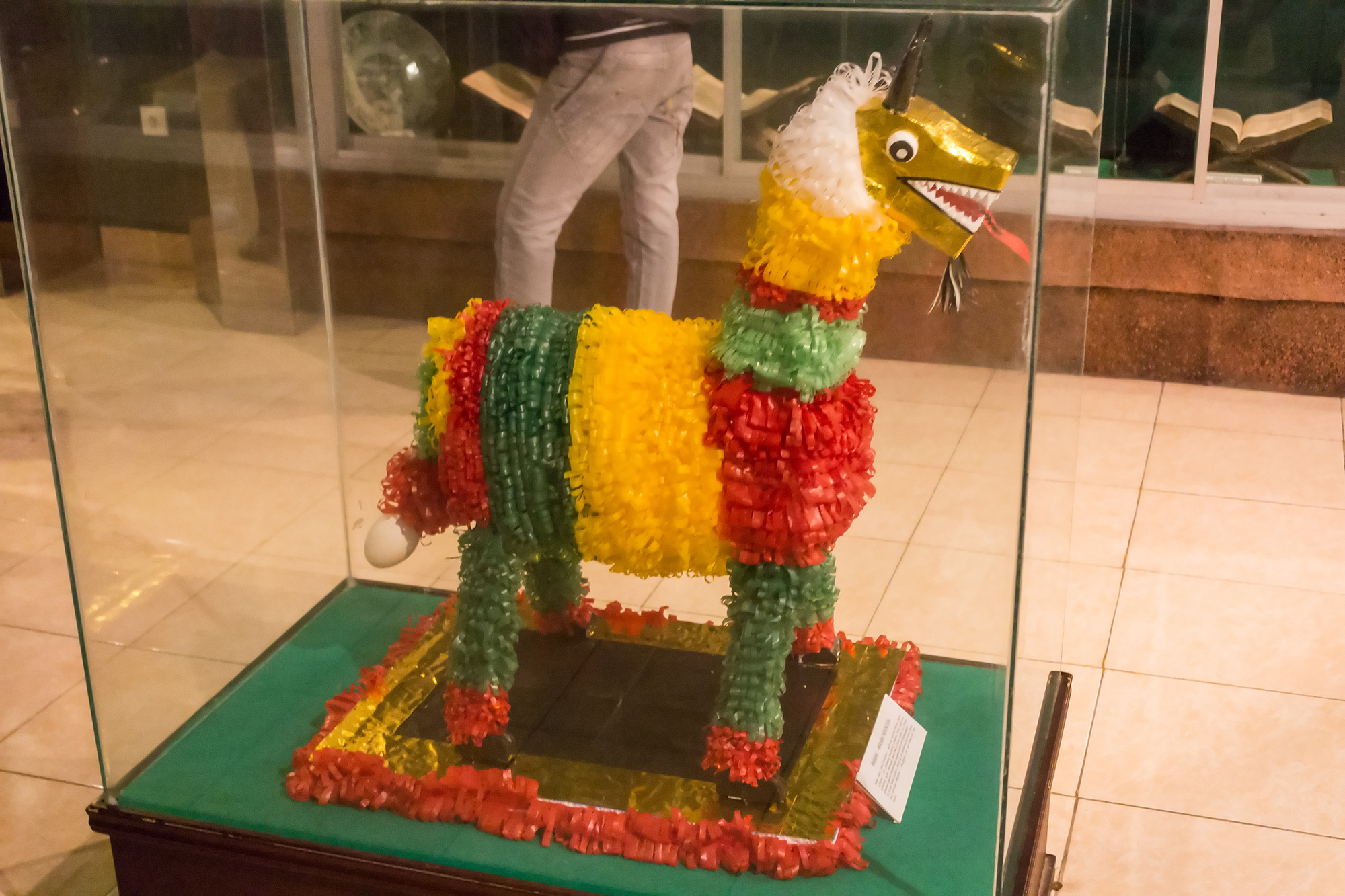
Figure de warak ngendog dans la collection de la Grande Mosquée de Java central.

Warak ngendog (oiseau pondeur d’œufs) est un créature mythique de la religion javanaise ressemblant à un rhinocéros portant des œufs sur le dos.

## Description
Warak ngendog, célébré lors du festival Dugderan (id) qui se tient chaque année le 23 septembre, quelques jours avant la fête du Ramadan, représenterait trois groupes ethniques différents à Semarang: les javanais, les chinois et les arabes. Sa tête ressemble à un dragon (chinois), son corps est une combinaison de buraq (un animal spécial ressemblant à un cheval ailé avec une tête humaine) (arabes) et à une chèvre (javanais).
La créature est décrite comme étant à la fois une girafe, un lion, un dragon chinois , un cheval et un oiseau. Elle est transformée en jouet populaire pour que les enfants puissent jouer pendant le festival.

## Crédit d'auteurs
- (en) Cet article est partiellement ou en totalité issu de l’article de Wikipédia en anglais intitulé « Warak ngendog » (voir la liste des auteurs).